# Sommernachtsfest (Bayreuth)

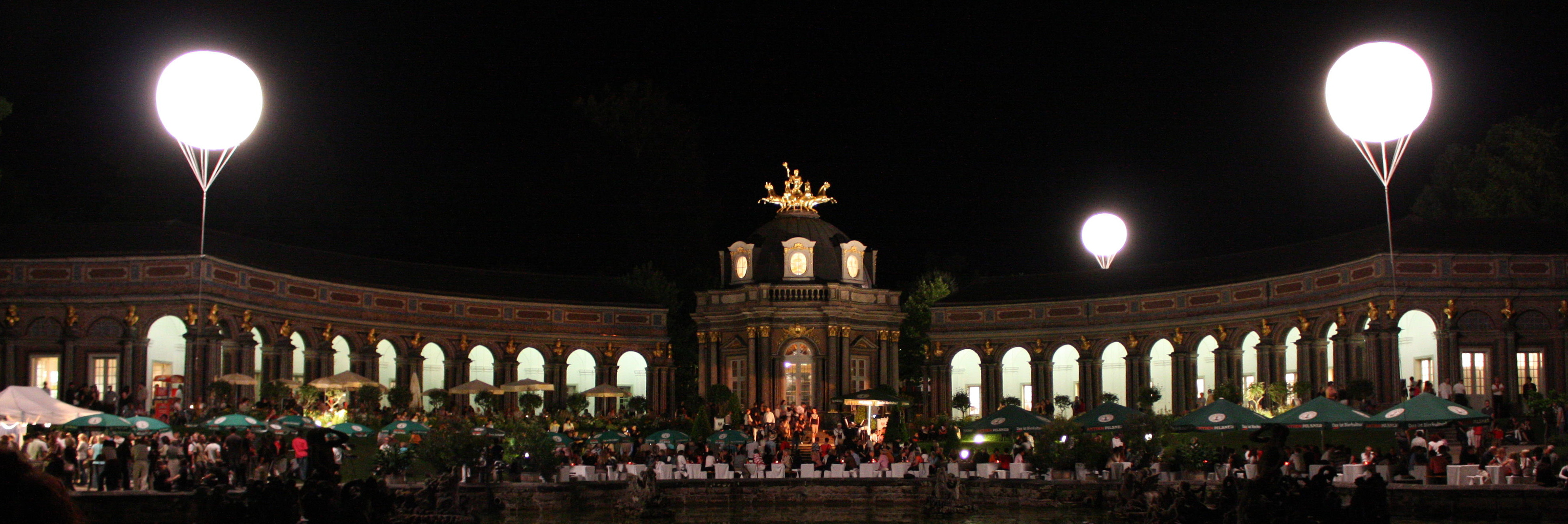
Neues Schloss am Abend des Sommernachtsfests 2008

Das Sommernachtsfest ist eine Festveranstaltung in der Eremitage zu Bayreuth.
Das Fest hat seinen Ursprung in einem Fest der Markgrafen von Bayreuth. Deren Hofgesellschaft spielte hier in ihrer ursprünglichen Einsiedelei das Leben eines Eremitenordens nach und lud auch das einfache Volk zu einer Art Volksfest ein.
Das moderne Sommernachtsfest gibt es seit August 1970, Veranstalter war der damals 1154 Mitglieder zählende Universitätsverein der Stadt Bayreuth. Ursprünglich fand es im gesamten Park statt, seit einigen Jahren ist der Betrieb aus finanziellen Gründen auf das unmittelbare Schlossumfeld begrenzt. Die einst beliebte Untere Grotte ist daher während des Festes nicht mehr zugänglich. Heute herrscht eine gepflegte Partyatmospäre mit mehreren Musikbühnen. Das in früheren Jahren vorhandene, dem Umfeld angepasste Kulturprogramm wurde dagegen reduziert.
Die Veranstaltung beginnt um 17 Uhr und endet um 3 Uhr. Gegen 23 Uhr findet traditionell ein großes Feuerwerk statt. Nachdem das Fest in den letzten Jahren auch schon wegen Sturmgefahr abgesagt wurde, wurde es 2011 trotz sehr kühler Witterung und Regens durchgeführt. Die eingetretenen Verluste (50.000 – 60.000 Euro) durch die geringe Besucherzahl (nur etwa 3000 Personen) trug die Stadt Bayreuth.